# Kurs sebeovládání
Kurs sebeovládání (v anglickém originále Anger Management) je americká filmová komedie z roku 2003. Režisérem filmu je Peter Segal. Hlavní role ve filmu ztvárnili Adam Sandler, Jonathan Osser, Jack Nicholson, Marisa Tomei a Luis Guzmán.

## Obsazení
| Adam Sandler       | David Buznik   |
| Jonathan Osser     | mladý David    |
| Jack Nicholson     | Buddy Rydell   |
| Marisa Tomei       | Linda          |
| Luis Guzmán        | Lou            |
| Jonathan Loughran  | Nate           |
| Kurt Fuller        | Frank Head     |
| Krista Allen       | Stacy          |
| January Jones      | Gina           |
| John Turturro      | Chuck          |
| Woody Harrelson    | prostitut/Gary |
| John C. Reilly     | starší mnich   |
| Heather Graham     | Kendra         |
| Harry Dean Stanton | slepý muž      |
| Horatio Sanz       | herec          |
| John McEnroe       |                |
| Rudy Giuliani      |                |